# Casta sacerdotal
El terme "casta sacerdotal" sol referir-se a un grup social estrictament dedicat al servei religiós i la pràctica espiritual, que en molts casos posseïen gran influència i poder, sent grups relativament tancats. Casos molt famosos d'aquestes castes religioses són els brahmans de l'Índia, la tribu de Leví en el judaisme, els druides celtes i els mags zoroastrians a Pèrsia.
Si bé gairebé totes les cultures i societats tenien sacerdots o xamans animistes, els grups sacerdotals tenien funcions estructurades i en molts casos (com el de la Roma pagana i els pobles germànics) estaven supeditats als poders polítics i les monarquies sense representar necessàriament un poder polític per se.